# 小林篤一
小林 篤一（こばやし とくいち、1890年（明治23年）11月5日 - 1972年（昭和47年）11月23日）は、大正・昭和期の産業組合活動家、政治家。参議院議員（1期）。ホクレン農業協同組合連合会の創立者とされる。

## 経歴
兵庫県城崎郡、のちの日高町（現豊岡市）で生まれる。8歳で北海道に移住し、現在の岩見沢市峰延町で農業を営む。1914年（大正3年）峰延産業組合（現峰延農業協同組合）を設立し理事に就任し、組合長を30年務めた。1919年（大正8年）北海道信用購買販賣組合聯合會（北聯、現ホクレン農業協同組合連合会）を設立し理事に就任。1936年（昭和11年）北聯会長に就任。北海道食糧営団理事長、同農業会長、同青果物配給公社社長、北海道販売農協連会長、道購買農協連合会会長、道農協中央会会長、全販連理事、全購連理事などを歴任。1954年（昭和29年）北聯会長に再任され、農産物加工事業の拡充を行った。峰延信用購買販売利用組合長になって以来、業界団体要職に就いて育成発展に努め農業振興に寄与したとして1958年（昭和33年）、藍綬褒章受章。
1962年（昭和37年）7月、第6回参議院議員通常選挙で北海道地方区から出馬して当選。第2次佐藤内閣北海道開発政務次官、北海道開発審議会委員などを務めた。1968年（昭和43年）7月、第8回通常選挙に出馬せず引退した。同年秋の叙勲で勲三等旭日中綬章受章。
その後、北海道共同募金会会長、日本ビート糖業協会顧問、北紡社長、北海道報徳社社長などを務めた。
1972年（昭和47年）11月23日死去、82歳。死没日をもって勲二等瑞宝章追贈、従四位に叙される。

## 受賞
- 北海道新聞文化賞[3]
- 北海道開発功労賞[3]

## 伝記
- 佐々木治夫『小林篤一伝：系統運動の先駆者』北海道協同組合通信社、1973年。